# Désastre de Valley Parade
Le désastre du Valley Parade est un incendie qui a lieu le 11 mai 1985 au stade de Valley Parade à Bradford. L’équipe anglaise de football de Bradford City, à domicile, affronte alors Lincoln City. Lors de cet incendie, 56 spectateurs trouvent la mort et plus de 260 sont blessés.

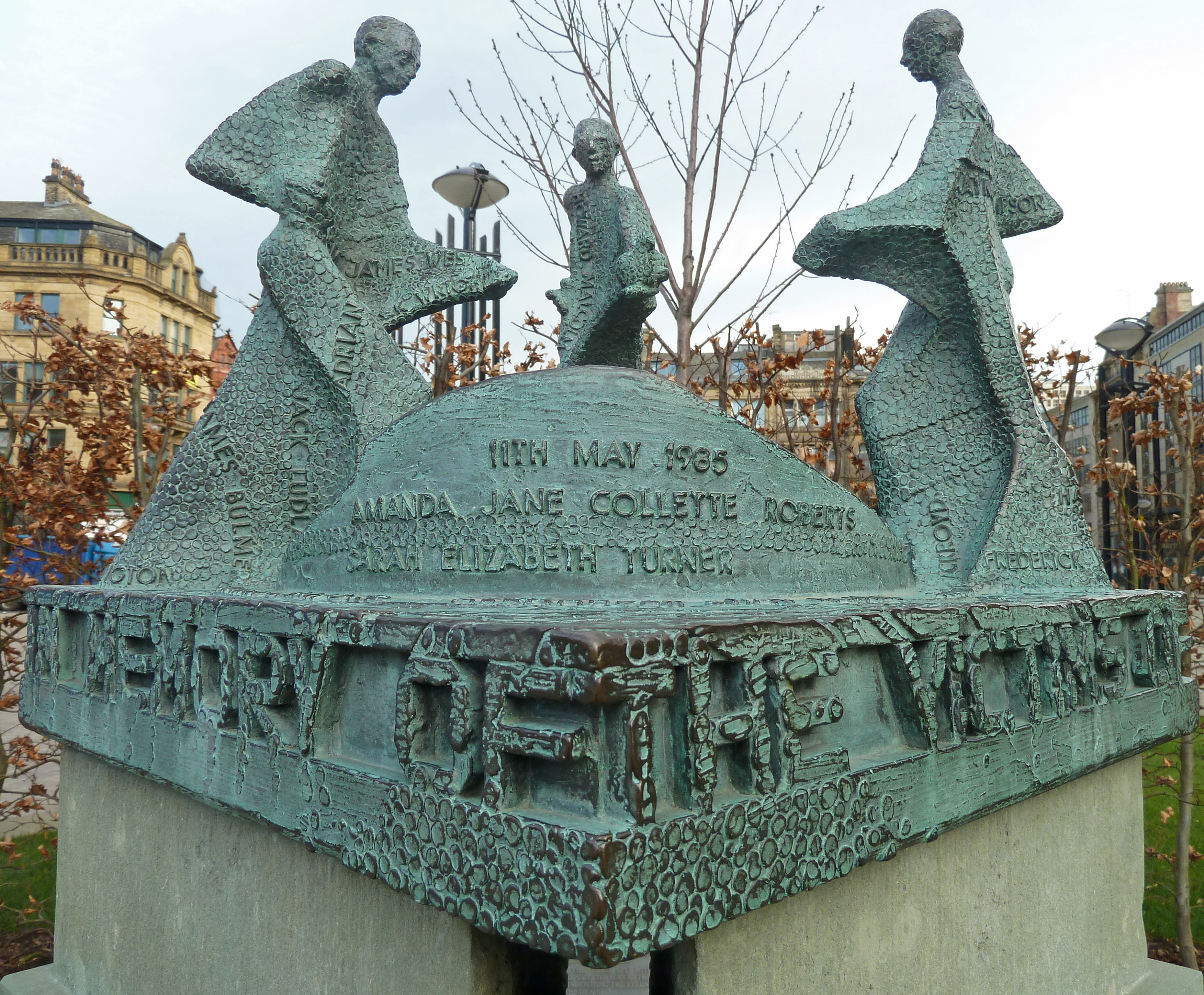
Mémorial aux victimes du désastre.

## Déroulement
Le 11 mai 1985, plus de 11 000 supporters se rendent à Valley Parade pour fêter la promotion de Bradford City en seconde division à l'occasion de leur rencontre face à Lincoln City. La grande tribune est bondée car beaucoup de supporters ont amené famille et amis pour célébrer une réussite rare pour les Bantams. Mais à 15 h 43, cinq minutes avant la mi-temps, un petit incendie se déclenche dans la tribune. L’enquête conclura à une cigarette mal éteinte ayant mis le feu à des déchets accumulés depuis plusieurs années sous les gradins.
Au début, le sinistre n'est pas pris au sérieux. Les policiers sur place qui entendent à leur radio qu'il y a un incendie au stade considèrent cela comme une blague[réf. souhaitée]. De plus, aucune annonce n'est faite par l'intermédiaire de la sono (défaillante de surcroît) pour inciter les gens à quitter la tribune. Rapidement, une bousculade se crée.
Le feu, qui a commencé dans le coin le plus proche du kop, est attisé par une forte brise vers la tribune. Ses fumées s'accumulent sous le bas toit à deux pans enduit de goudron, propageant le feu d'abord verticalement, puis horizontalement. À 15 h 46, soit moins de trois minutes après, l'embrasement est généralisé et la tribune n'est plus qu'un gigantesque brasier.
La plupart des spectateurs présents dans la tribune se précipitent sur le terrain après être passés au-dessus du mur situé en bas de la tribune, mais plusieurs personnes âgées et des petits enfants (qui se sentent plus en sécurité dans cette tribune comptant des places assises) ne peuvent en faire autant. Malgré les efforts des policiers et des autres spectateurs, plusieurs trouvent la mort sur les gradins brûlants qui s'effondrent. Certains essaient de fuir par les issues de secours à l'arrière de la tribune (par où ils étaient entrés) mais le club les a fermées à clef pour éviter l'intrusion de resquilleurs dans le stade. C'est là que se trouvent la plupart des morts.
56 personnes trouvent la mort dans cette tragédie (54 fans de Bradford, 2 de Lincoln). La victime la plus âgée, Sam Firth (86 ans), était l'ancien président de Bradford City.
La tragédie est diffusée en direct à la télévision pendant l’émission sportive régionale de la chaîne Yorkshire Television, où il y a des images insoutenables de spectateurs traînés hors du brasier.
Lors d'une inspection du stade, avant la saison, les pompiers locaux avaient fait part de leur inquiétude au sujet d'une accumulation importante de déchets sous la tribune. Mais Bradford City avait l’intention de la remplacer l’année suivante, et aucune action de prévention ne fut menée à cette époque.
À la suite de la catastrophe, des lois sont votées. Elles disposent que les tribunes des stades doivent passer des inspections de sécurité incendie, une interdiction de fumer dans les tribunes en bois et une obligation d'avoir des issues de secours adéquates sans obstruction comme des murs et grillages.